# 万華鏡キラキラ
「万華鏡キラキラ」（まんげきょうキラキラ）は、日本の音楽デュオ・RYTHEMの5作目のシングル。

## 解説
- 日本テレビ系ドラマ『光とともに…〜自閉症児を抱えて〜』主題歌。ロングセールスを記録し、自身最大のヒット曲となった。

## 収録曲
1. 万華鏡キラキラ（作詞・作曲:RYTHEM、編曲:CHOKKAKU）
2. ラプンツェル（作詞・作曲:RYTHEM、編曲:CHOKKAKU）
3. 万華鏡キラキラ（Instrumental）
4. ラプンツェル（Instrumental）

## 収録アルバム
- ウタタネ (#1,2)
- BEST STORY (#1)